# Barbaresken-Korsaren
Als Barbaresken-Korsaren (auch Barbaresken-Piraten) werden die meist muslimischen Kaperfahrer im Mittelmeer bezeichnet, die vom 16. Jahrhundert bis zum Anfang des 19. Jahrhunderts von dem als Barbarei-Küste bezeichneten Teil der nordafrikanischen Küste aus agierten.

## Geschichte

### Hintergrund

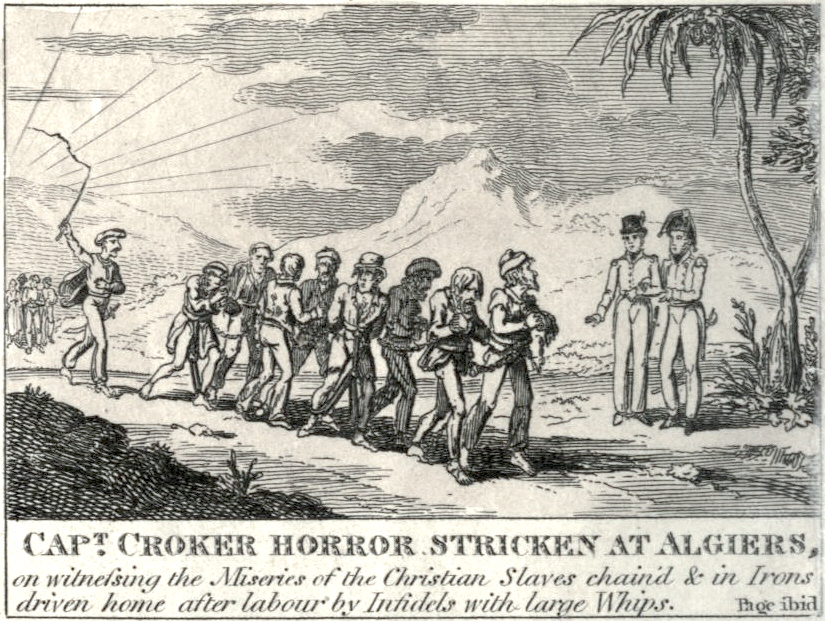
Europäische Sklaven in Algier, 1815

Mit dem Niedergang der Wirtschaft in den Maghrebländern und der Vorherrschaft der christlichen Staaten im Mittelmeer seit dem 15. Jahrhundert entwickelte sich das Korsarentum in den Küstenstädten des Maghreb. Zentren waren die Barbareskenstaaten Algier, Tunis und Tripolis, aber auch die marokkanische Korsarenstadt Salé ist in diesem Zusammenhang zu erwähnen. Die Barbaresken-Korsaren setzten sich aus Arabern und Mauren zusammen, sowie aus Morisken, die nach dem Abschluss der Reconquista (1492) aus Spanien in den Maghreb geflohen waren; in Europa wurden sie als Sarazenen bezeichnet. In den folgenden Jahrhunderten führten sie ausgedehnte Raubzüge im Mittelmeer und bis weit in den Atlantik, zeitweise sogar an der britischen Küste (Cornwall) durch, wobei sie zahlreiche Schiffe christlicher Nationen kaperten.
Daneben überfielen die Barbaresken-Korsaren häufig Küstendörfer und kleine Städte, deren Einwohner als Sklaven verschleppt wurden. Die größten Sklavenrazzien fanden entlang der Mittelmeerküste statt und trafen z. B. das italienische Vieste und das korsische Bastia. Aber auch nordeuropäische Städte wurden überfallen:  etwa die irische Hafenstadt Baltimore und das englische Penzance. Ein Raubzug führte 1627 bis nach Island.
Als die Korsaren im Jahr 1529 den türkischen Sultan als Oberherrn anerkannten und dessen militärische Unterstützung erhielten,
wurde der Seehandel, vor allem im Mittelmeer, erheblich beeinträchtigt. Die bedeutendsten Barbaresken-Korsaren waren Arudsch, Turgut Reis und Cheir ed-Din Barbarossa, welcher 1534 Tunis eroberte, aber ein Jahr später im Tunisfeldzug von Karl V. wieder vertrieben wurde. Mit Hilfe des Sultans konnten die Spanier in langwierigen Kämpfen aus Nordafrika weitgehend vertrieben werden. In dieser Zeit befand sich der Kaperkrieg zwischen den Korsaren der Barbareskenstaaten und den christlichen Staaten des Mittelmeers auf seinem Höhepunkt. Die katholischen Mönchsorden der Trinitarier und der Mercedarier sahen ihre Hauptaufgabe im Freikauf oder Austausch von christlichen Gefangenen oder Sklaven aus den Händen der Barbaresken.
In Kriegen mit Spanien bildeten sich die Machtzentren Algier, Tunis und Tripolis als die sogenannten Barbareskenstaaten aus, die teilweise schon die Grenzen der heutigen Staaten Algerien, Tunesien und Libyen besaßen, ohne allerdings das Hinterland im heutigen Umfang zu kontrollieren. Seeräuberei war die Haupteinnahmequelle dieser Staaten. Dies ging noch Ende des 18. Jahrhunderts so weit, dass sich einige europäische Länder, etwa die seinerzeit unabhängige Hansestadt Hamburg, aber auch die noch jungen USA zu regelmäßigen Zahlungen an die Barbareskenstaaten verpflichteten, damit ihre Handelsschiffe nicht behelligt wurden. Die ständigen Lösegeldzahlungen und der Verlust der Schiffsladungen richteten massiven wirtschaftlichen Schaden an. Um die Schiffsbesatzungen zur Verteidigung der Ladung zu motivieren, wurde Propaganda über die Behandlung von Gefangenen durch die Barbaresken verbreitet. Schon bald gab es umfangreiche Literatur über das, was mit christlichen Gefangenen der Barbaresken tatsächlich oder angeblich geschah. So sollten diese vor die Mündungen von Kanonen gebunden worden sein, die dann abgefeuert wurden; die Gräueltaten wurden in allen Details geschildert. Miguel de Cervantes, der von algerischen Korsaren verschleppt worden war und fünf Jahre in Algier als Sklave gearbeitet hatte, verarbeitete seine Erlebnisse in dem Theaterstück Los Tratos de Argel.

### Niedergang

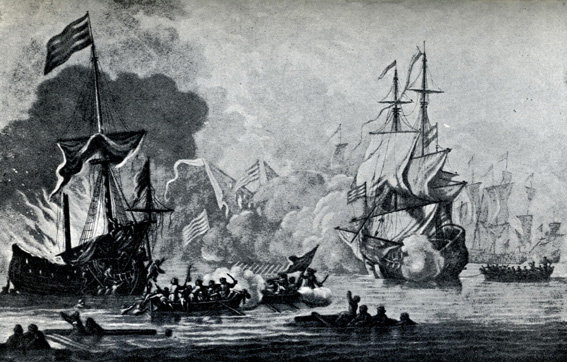
Gefecht zwischen der britischen Fregatte Mary Rose und sieben algerischen Korsarenschiffen, 1669

Der Niedergang der Korsarenflotten setze am Ende des 18. Jahrhunderts ein, als die europäischen Seemächte wie z. B. England, die Niederlande, Dänemark, Schweden und Frankreich mehrmals Algier, Tunis und Tripolis unter Kanonenbeschuss nahmen. Die USA begründeten ihr erstes Flottenbauprogramm für Kriegsschiffe und damit die US Navy, um die nordafrikanischen Korsaren in ihre Schranken zu verweisen, und führten zwei Kriege (Amerikanisch-Tripolitanischer Krieg (1801–1805), Amerikanisch-Algerischer Krieg (1815)) mit den Barbaresken. Die Österreichische Marine unternahm im Jahr 1829 wegen der Kaperung von österreichischen Handelsschiffen eine erfolgreiche Expedition gegen Marokko. Im Jahr 1827 nahm der französische König Karl X. einen unbedeutenden Zwischenfall zum Anlass, Hussein, Dey von Algier, den Krieg zu erklären. Der König wollte jedoch vor allem die Aufmerksamkeit der Öffentlichkeit auf die nordafrikanischen Korsaren ziehen, um von seinen innenpolitischen Problemen abzulenken. Der entscheidende Militärschlag gegen Algier erfolgte erst 1830, als König Karl X. politisch schon am Ende war. Die Eroberung von Algier konnte somit die Revolution von 1830 nicht mehr aufhalten.